# Tutti a scuola
Tutti a scuola è la cerimonia d'apertura annuale di ogni anno scolastico. La cerimonia viene trasmessa da Rai 1. Fino al 2014 si svolgeva a Roma, mentre dal 2015 non ha una sede fissa. L'evento, trasmesso per la prima volta nel 2000, è stato condotto da Paola Saluzzi solo per il primo anno. Dal 2002 il conduttore è stato Fabrizio Frizzi a cui è subentrata,  dopo la sua prematura morte a sessant'anni, Teresa Mannino che ha condotto l'evento solo nel 2017. Dal 2018 al 2023 il conduttore è stato Flavio Insinna il quale ha condotto l'evento con diversi volti femminili, Claudia Gerini nel 2018, Francesca Fialdini nel 2019,  Andrea Delogu nel 2020-2021, Roberta Rei nel 2022 e Malika Ayane nel 2023. Nel 2024 i conduttori sono Eleonora Daniele e Pierpaolo Spollon. Sono presenti il Presidente della Repubblica Italiana, il Ministero dell'istruzione, dell'università e della ricerca, molti personaggi famosi e studenti provenienti da varie scuole.

## Edizioni
| Data              | Anno Scolastico inaugurato | Luogo | Cariche istituzionali                | Cariche istituzionali                                      | Cast | Presentatore     | Presentatore       | Rete  | Orchestra accompagnatrice                             |
| Data              | Anno Scolastico inaugurato | Luogo | Presidente della Repubblica Italiana | Ministero dell'istruzione, dell'università e della ricerca | Cast | Presentatore     | Presentatore       | Rete  | Orchestra accompagnatrice                             |
| ----------------- | -------------------------- | --- | ------------------------------------ | ---------------------------------------------------------- | --- | ---------------- | ------------------ | ----- | ----------------------------------------------------- |
| 24 settembre 2000 | 2000/2001                  | Vittoriano | Carlo Azeglio Ciampi                 | Tullio De Mauro                                            | Uto Ughi, Tullio De Piscopo | Paola Saluzzi    | Paola Saluzzi      | Rai 1 |                                                       |
| 22 settembre 2001 | 2001/2002                  | Vittoriano | Carlo Azeglio Ciampi                 | Letizia Moratti                                            | Ron, Gazosa | -                | -                  | Rai 1 |                                                       |
| 18 settembre 2002 | 2002/2003                  | Vittoriano | Carlo Azeglio Ciampi                 | Letizia Moratti                                            | Francesco Totti, Nazionale di pallavolo femminile dell'Italia | Fabrizio Frizzi  | Fabrizio Frizzi    | Rai 1 |                                                       |
| 16 settembre 2003 | 2003/2004                  | Vittoriano | Carlo Azeglio Ciampi                 | Letizia Moratti                                            | Claudio Baglioni, Lucio Dalla, Vittorio Grigolo, Giuseppe Gibilisco, Giovanni Trapattoni | Fabrizio Frizzi  | Fabrizio Frizzi    | Rai 1 |                                                       |
| 20 settembre 2004 | 2004/2005                  | Vittoriano | Carlo Azeglio Ciampi                 | Letizia Moratti                                            | Paolo Meneguzzi, Aldo Montano, Marcello Lippi, Daniele De Rossi, Luca Dirisio, Cecilia Gasdia | Fabrizio Frizzi  | Fabrizio Frizzi    | Rai 1 |                                                       |
| 20 settembre 2005 | 2005/2006                  | Vittoriano | Carlo Azeglio Ciampi                 | Letizia Moratti                                            | Tania Cagnotto, Luca Marin, Gianfranco Zola, Alberto Angela, Carla Fracci, Dolcenera, le Sorelle Nadia Fanchini, Elena Fanchini, Sabrina Fanchini | Fabrizio Frizzi  | Fabrizio Frizzi    | Rai 1 |                                                       |
| 18 settembre 2006 | 2006/2007                  | Palazzo del Quirinale | Giorgio Napolitano                   | Giuseppe Fioroni                                           | | Fabrizio Frizzi  | Fabrizio Frizzi    | Rai 1 |                                                       |
| 24 settembre 2007 | 2007/2008                  | Palazzo del Quirinale | Giorgio Napolitano                   | Giuseppe Fioroni                                           | | Fabrizio Frizzi  | Fabrizio Frizzi    | Rai 1 |                                                       |
| 29 settembre 2008 | 2008/2009                  | Palazzo del Quirinale | Giorgio Napolitano                   | Mariastella Gelmini                                        | | Fabrizio Frizzi  | Fabrizio Frizzi    | Rai 1 |                                                       |
| 21 settembre 2010 | 2010/2011                  | Palazzo del Quirinale | Giorgio Napolitano                   | Mariastella Gelmini                                        | Gigi Proietti, Vittorio Sermonti, Valentina Vezzali, Aldo Montano, Clemente Russo, Gianni Petrucci, Cristina Chiabotto, Georgia Luzi | Fabrizio Frizzi  | Fabrizio Frizzi    | Rai 1 |                                                       |
| 23 settembre 2011 | 2011/2012                  | Palazzo del Quirinale | Giorgio Napolitano                   | Mariastella Gelmini                                        | Federica Pellegrini, Stefano Tempesti, Paolo Barelli, Manuela Di Centa, Giovanna Trillini, Marco Simoncelli, Emma | Fabrizio Frizzi  | Fabrizio Frizzi    | Rai 1 |                                                       |
| 25 settembre 2012 | 2012/2013                  | Palazzo del Quirinale | Giorgio Napolitano                   | Francesco Profumo                                          | Noemi, Riccardo Cocciante, Roberto Vecchioni, Annalisa Minetti, Valentina Vezzali, Alex Zanardi, Niccolò Campriani | Fabrizio Frizzi  | Fabrizio Frizzi    | Rai 1 |                                                       |
| 23 settembre 2013 | 2013/2014                  | Palazzo del Quirinale | Giorgio Napolitano                   | Maria Chiara Carrozza                                      | Claudio Baglioni e Chiara, Solis String Quartet, Luca Zingaretti, Flavio Insinna, Arianna Errigo, Tania Cagnotto, Stephen El Shaarawy | Fabrizio Frizzi  | Fabrizio Frizzi    | Rai 1 |                                                       |
| 22 settembre 2014 | 2014/2015                  | Palazzo del Quirinale | Giorgio Napolitano                   | Stefania Giannini                                          | Francesco Renga, Dear Jack, Enrico Brignano, Niccolò Agliardi con i protagonisti della fiction Braccialetti rossi, Orchestra di piazza Vittorio, Pietro Grasso, Laura Boldrini, Giuseppe Tesauro, Roberta Pinotti, Arianna Errigo, Rossella Fiamingo, Bebe Vio, Tania Cagnotto, Francesca Dallapé, Libania Grenot, Vanessa Ferrari, Genny Pagliaro, Daniele Meucci, Marco Belinelli, Armin Zöggeler, Gregorio Paltrinieri, Marco Coluccini | Fabrizio Frizzi  | Fabrizio Frizzi    | Rai 1 |                                                       |
| 28 settembre 2015 | 2015/2016                  | Istituto Sannino a Ponticelli (Napoli) | Sergio Mattarella                    | Stefania Giannini                                          | Lorenzo Fragola, Flavio Insinna, Clemente Russo, Rossella Flamingo, Diego Occhiuzzi, Luca Curatoli, Irma Testa e Beatrice Vio. Dirige l'orchestra il Mº Leonardo De Amicis. | Fabrizio Frizzi  | Fabrizio Frizzi    | Rai 1 |                                                       |
| 30 settembre 2016 | 2016/2017                  | Campus scolastico a Sondrio | Sergio Mattarella                    | Stefania Giannini                                          | Fabio Basile, Daniele Garozzo, Arianna Fontana, Oney Tapia, Federico Morlacchi e Giulia Ghiretti, gli Zero Assoluto. Dirige l'orchestra il Mº Leonardo De Amicis. | Fabrizio Frizzi  | Fabrizio Frizzi    | Rai 1 |                                                       |
| 18 settembre 2017 | 2017/2018                  | Scuola primaria Giovanni Falcone di Taranto | Sergio Mattarella                    | Valeria Fedeli                                             | Alberto Angela, Ermal Meta, Michele Bravi, Paolo Nespoli in collegamento dalla Stazione spaziale internazionale, Fabio Gallo dal catamarano Taras. Dirige l'orchestra il Mº Leonardo De Amicis. | Teresa Mannino   | Teresa Mannino     | Rai 1 | Orchestra dei Conservatori di Puglia                  |
| 17 settembre 2018 | 2018/2019                  | Istituto tecnico commerciale per geometri G. Cerboni di Portoferraio (Livorno) | Sergio Mattarella                    | Marco Bussetti                                             | Regia: Maurizio Ventriglia Ospiti: Paola Cortellesi; Fabrizio Moro; Lorenzo Baglioni; Giovanni Malagò (presidente del CONI); Luca Pancalli (presidente del Comitato Italiano Paralimpico) Interventi con videomessaggi: Nino Frassica; Antonio Albanese; Carlo Verdone Dirige l'orchestra il Mº Leonardo De Amicis. | Flavio Insinna   | Claudia Gerini     | Rai 1 | Orchestra dei conservatori italiani                   |
| 16 settembre 2019 | 2019/2020                  | Scuola primaria M. Ventre dell'Aquila | Sergio Mattarella                    | Lorenzo Fioramonti                                         | Regia: Maurizio Ventriglia | Flavio Insinna   | Francesca Fialdini | Rai 1 |                                                       |
| 14 settembre 2020 | 2020/2021                  | Scuola primaria G. Negri di Vo' (Padova) | Sergio Mattarella                    | Lucia Azzolina                                             | Leo Gassman, Katia Ricciarelli, Simona Quadarella, Benedetta Pilato, Levante, Roberto Mancini, Il Volo | Flavio Insinna   | Andrea Delogu      | Rai 1 |                                                       |
| 20 settembre 2021 | 2021/2022                  | ITTL Nautico di Pizzo Calabro (Vibo Valentia) | Sergio Mattarella                    | Patrizio Bianchi                                           | Leo Gassmann, Roberto Mancini, Alessio Boni, Benedetta Pilato, Simona Quadarella, Francesco Bocciardo, Chiara Colti, Giovanni Malagò, Luca Pancalli, Lucia Azzolina Dirige l'orchestra il Mº Leonardo De Amicis. | Flavio Insinna   | Andrea Delogu      | Rai 1 |                                                       |
| 16 settembre 2022 | 2022/2023                  | Istituto D'Istruzione Superiore Curie Vittorini di Grugliasco (Torino) | Sergio Mattarella                    | Patrizio Bianchi                                           | Regia: Maurizio Ventriglia Ospiti: Matteo Bocelli, Enaiatollah Akbari, Frida Bollani Mangoni, Osama Zoghlami, Ala Zoghlami, Alessandro Miressi, Sara Gama, Luisa Ranieri, Riccardo Massimini. Dirige l'orchestra il Mº Leonardo De Amicis. | Flavio Insinna   | Roberta Rei        | Rai 1 |                                                       |
| 18 settembre 2023 | 2023/2024                  | Centro Studi Salvador Allende, che comprende Liceo Scientifico Fulcieri Paolucci de Calboli, l'Istituto Tecnico Commerciale Carlo Matteucci e l'Istituto Tecnico Alberti/Saffi di Forlì | Sergio Mattarella                    | Giuseppe Valditara                                         | Dirige l'orchestra il Mº Leonardo De Amicis. | Flavio Insinna   | Malika Ayane       | Rai 1 | Orchestra Sinfonica delle Scuole Marchigiane "EROICA" |
| 16 settembre 2024 | 2024/2025                  | Convitto nazionale Vittorio Emanuele II (Cagliari) | Sergio Mattarella                    | Giuseppe Valditara                                         | Arisa, Giovanni Allevi, Teresa Manes, Alessandra Todde, Marta Maggetti, Paola Egonu, Alessia Orro, Myriam Sylla, Anna Danesi, Alberto Amodeo, Monica Boggioni, Martina Caironi, Matteo Parezan, Lucrezia Guidone, Vincenzo Ferrera,Valerio Rossi Albertini, Edoardo Prati, Giovanni Malagò, Luca Pancalli, Massimo Zedda. Dirige l'orchestra il Mº Leonardo De Amicis                                                                      | Eleonora Daniele | Pierpaolo Spollon  | Rai 1 | Orchestra Regionale dei Licei Musicali del Veneto     |